# 対決 (1990年の映画)
『対決』（The Fourth War）は、1990年のアメリカ合衆国/カナダのドラマ映画。ジョン・フランケンハイマー監督、ロイ・シャイダー、ユルゲン・プロホノフ出演。原題は本作のエンディングで言及されるアルベルト・アインシュタインが発言した「I cannot predict how the Third World War shall be fought, or with what; I can, however, predict that the Fourth World War shall be waged with sticks and stones.（私には第三次世界大戦で何が武器に使われるかはわからないが、第四次世界大戦は石と棒が使われるだろう。）」という言葉から引用されている。

## ストーリー
戦闘もなく弛緩した最前線で東西の勇者が視線を交える。理性では納得していても敵味方への屈折したプライドが交錯。雪玉合戦という他愛もない挑発から男たちの意地の張り合いは次第にエスカレート、遂には第三次世界大戦の危険へとつながってしまう。
1988年11月の西ドイツ、そこに到着したのは幾多の戦争を勝ち抜いて来たジャック・ノールズ大佐だった。ノールズは勇敢かつ有能な軍人で部下からは尊敬されたが、性格に難があるため上官からは疎まれていた。時代が変わりノールズも過去の人となりつつある現在、上官らはノールズを閑職とされる西ドイツの国境守備隊に配属させた。部隊と共に国境の見回りに出たノールズは、若い兵士の危機感のなさに呆れながらも守備に当たる。するとチェコスロバキアの方向から西ドイツに逃げてこようとする難民を発見する。チェコ側の兵士に追われる難民を見守ることしかできないノールズたちは、もしものときに備えて攻撃態勢を取る。だが国境線まであと少しのところで難民はチェコ側の兵士に射殺されてしまう。直後着陸したヘリから降りてきたヴァラチェフ大佐は、撃つ必要はなかったと兵士たちに言う。ヴァラチェフを見たノールズは頭に血が上り、彼に向けて銃を発砲しようとするがクラーク中佐に制止される。代わりにヴァラチェフへ雪を投げつけるノールズだが当たらず、逆に彼から雪を投げ返され命中される。

## キャスト
| 役名                   | 俳優                         | 日本語吹替 | 日本語吹替                     |
| 役名                   | 俳優                         | VHS版      | テレビ東京版                   |
| ---------------------- | ---------------------------- | ---------- | ------------------------------ |
| ジャック・ノールズ大佐 | ロイ・シャイダー             | 小林勝彦   | 堀勝之祐                       |
| ヴァラチェフ大佐       | ユルゲン・プロホノフ         | 小林清志   | 大塚明夫                       |
| クラーク中佐           | ティム・リード               | 若本規夫   | 池田勝                         |
| エレーナ               | ララ・ハリス                 | 高島雅羅   | 高島雅羅                       |
| ハックワース           | ハリー・ディーン・スタントン | 千葉耕市   | 中村正                         |
| 上級曹長               | デイル・ダイ                 | 石森達幸   | 藤本譲                         |
| 伍長                   | ウィリアム・マクドナルド     |            | 江原正士                       |
| 不恰好な兵士           | デヴィッド・パルフィー       |            |                                |
|                        |                              |            |                                |
| 演出                   |                              |            | 蕨南勝之                       |
| 翻訳                   |                              | 鈴木導     | たかしまちせこ                 |
| 調整                   |                              |            | 桑原邦男                       |
| 効果                   |                              |            | VOX                            |
| 字幕                   |                              | 岡枝慎二   |                                |
| 製作                   |                              |            | コスモプロモーション           |
| 初回放送               |                              |            | 1992年12月3日 『木曜洋画劇場』 |

## スタッフ
- 監督：ジョン・フランケンハイマー
- 脚本：スティーヴン・ピータース、ケネス・ロス
- 原作：スティーヴン・ピータース
- 製作：ウォルフ・シュミット
- 製作総指揮：サム・ピールマッター、ウィリアム・スチュアート
- 撮影監督：ジェリー・フィッシャー,B.S.C.
- プロダクションデザイナー：アラン・マンザー
- 編集：ロバート・F・シュグリュー
- 衣裳デザイン：レイ・サマーズ
- 音楽：ビル・コンティ